# Породични филм
Породични филмови су филмови слични дечјим, али се разликују по томе што је код породичних филмова радња пажљиво написана како би поред деце и тинејџери и одрасли учествовали у радњи. Често се у филмовима убацују дечје песме. Овај жанр често истиче породичне вредности.
Премери породичног филма су:
- Бејб
- Бетовен
- Сам у кући